# Жульєн Вандерс
Жульєн Вандерс (фр. Julien Wanders, 18 березня 1996) — швейцарський легкоатлет, який спеціалізується в бігу на довгі дистанції, багаторазовий рекордсмен Європи у низці дисциплін шосейного бігу.

## Рекорди
14 жовтня 2018 на 10-кілометровому шосейному пробігу «City to Surf Run 10K in Durban» у Дурбані встановив новий рекорд Європи з бігу на 10 кілометрів (27.32), покращивши попереднє досягнення британця Мо Фари (27.44), встановлене у 2010.
30 грудня 2018 на 10-кілометровому шосейному пробігу «Corrida de Houilles» в Уї покращив власний рекорд Європи у бігу на 10 кілометрів, довівши його до 27.25.
8 лютого 2019 на напівмарафоні в Рас-ель-Хаймі встановив новий рекорд Європи (59.13), покращивши попереднє досягнення британця Мо Фари (59.32), встановлене у березні 2015 у Лісабоні.
17 лютого 2019 на пробігу «Herculis 5km» у Монако встановив перший в історії шосейного бігу на 5 кілометрів офіційний світовий рекорд (13.29). 9 листопада 2019 кенієць Роберт Кетер на «Urban Trail Lille 5km» у Ліллі перевершив це досягнення на 7 секунд.
12 січня 2020 на 10-кілометровому шосейному пробігу «10k Valencia Ibercaja» у Валенсії встановив втретє у своїй кар'єрі рекорд Європи у цій дисципліні (27.13), перевершивши попереднє власне досягнення (27.25), встановлене у грудні 2018. У цьому ж забігу Вандерс також повторив свій континентальний рекорд на 5-кілометровій дистанції, подолавши перші 5 кілометрів дистанції за 13.29.